# Галаси (Люблінське воєводство)
Галаси (пол. Hałasy) — частина села Кункі у Польщі, розташоване в Люблінському воєводстві Томашівського повіту, ґміни Сусець.

## Історія
Первісним населенням були русини-лемки, які компактно проживали на своїх історичних землях. 